# Nasher

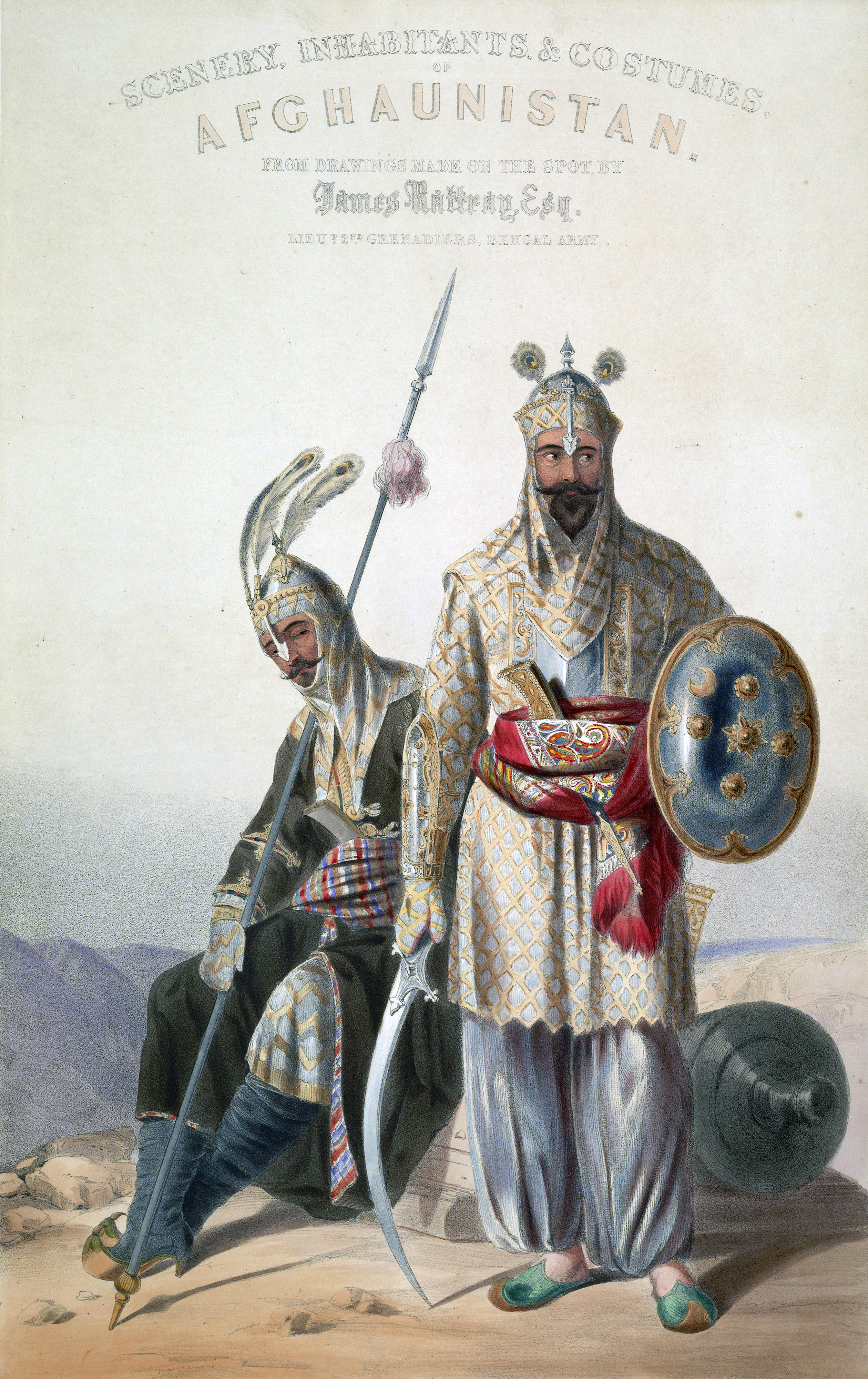
Khan en tenue de combat, au début du XIXe siècle.

Les Nasher (aussi: Nashir) (dari : الناشر, persan : الناشر, arabe : الناشر) sont une famille noble afghane, Khans de la tribu Kharoti (Ghilzai). 
La famille est de Qarabagh, Ghazni, mais a fondé le Kunduz moderne au début du XXe siècle et vécu là jusqu'à la fin de la monarchie Barakzai. Aujourd'hui, les membres de la famille vivent aux États-Unis, en Angleterre et en Allemagne.

## Origines et histoire
Les Nasher sont souvent connectés avec l'ancienne dynastie Ghaznavide,,,, (963-1187), qui exista de 962 à 1187 dirigée par une dynastie mamelouke et qui était un État musulman sunnite qui initialement dirigea le Grand Khorasan (remplaçant ainsi les Samanides), centré sur l'actuel Afghanistan. 
Lorsque la dynastie a été défaite en 1148 par les Ghurides, les Sultans ont habité à Ghazni, connu sous le nom Nasher,,,. Cependant, il n'existe aucune preuve d'une lignée continue.
La première mention certaine de la famille était en 1120 AH (1709 AD)[Quoi ?],,,,, quand des tribus pachtounes Ghilzai sous Khan Nasher ont renversé avec succès les safavides pour établir la dynastie Ghilzai Hotaki, qui contrôlait l'Afghanistan et la Perse depuis 1719-1729 jusqu'à ce que Nadir Shah de Perse gagne la bataille de Damghan.

## AuXIXesiècle

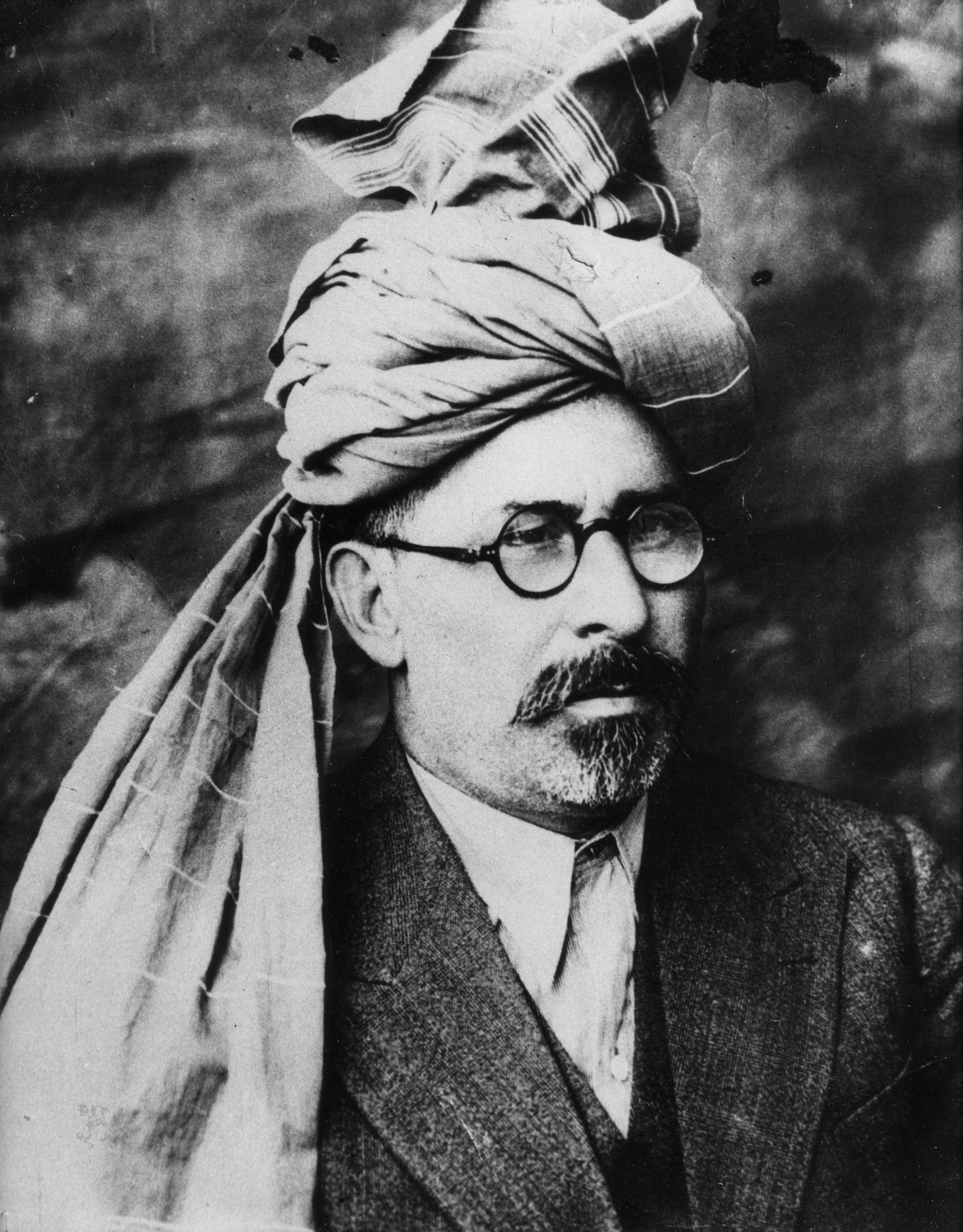
Sher Khan Nasher, Loe Khan, en 1910

Après la grande rébellion Ghilzai en 1885-1886, dirigée par Alam Khan Nasher, la famille Nasher a été exilée par le roi Durrani Amir Abdur Rahman Khan. 

## Membres de la famille notables
- Sher Khan Nasher Loe Khan (Grand-Khan) fondateur de Spinzar Cotton Company et père fondateur de Kunduz
- Muhamad Nasher Khan (1890-1945), gouverneur de Badakhshan et Qataghan
- Gholam Serwar Nasher Khan (1922-1984), président de Spinzar Cotton Company
- Gholam Nabi Nasher Khan (1926-2010), membre de parlement
- Gholam Rabani Nasher Khan (1940-), membre de la Loya Jirga
- Nizamulldin Nasher Khan (1960-), gouverneur du district de Kunduz
- Nadia Nasher Khanum (1955-), philanthrope, fondateur de Afghanischer Frauenverein
- Farhad Darya Nasher Khan (1962-), chanteur et compositeur
- Jack Nasher Khan (1979-), psychologue

## Villes et lieux nommés après la Nasher
- Sher Khan Bandar, le plus grand port de l'Afghanistan
- Qal`eh-ye Nasher
- Sher Khan Lycée, Kunduz
- Sher Khan école Dry Port, dans la province du Nord de Kunduz
- Nasher Museum, Kunduz